# Trần Nhật Dương
Trần Nhật Dương sinh năm 1960 tại Hà Nội, là nhạc sĩ Việt Nam, được tặng Giải thưởng Nhà nước về Văn học Nghệ thuật năm 2022.  

## Tiểu sử
Trần Nhật Dương sinh ngày 27 tháng 7 năm 1960 tại Hà Nội.
Trần Nhật Dương học chuyên ngành Sáng tác bậc Trung cấp và Đại học tại Nhạc viện Hà Nội (1986-1993), trước đó đã từng làm việc tại Hội Nhạc sĩ Việt Nam (1985-1986) và tham gia Quân đội.
Ông nguyên là Phó Trưởng ban biên tập Âm nhạc Đài Tiếng nói Việt Nam. Ủy viên thường vụ Hội Nhạc sĩ Việt Nam khóa VIII. Trưởng ban kiểm tra.

## Sự nghiệp
Nhiều tác phẩm của nhạc sĩ Trần Nhật Dương đã được phát sóng trên Đài Tiếng nói Việt Nam và Đài Truyền hình Hà Nội.
Ca khúc nổi bật: ''Khát vọng màu xanh''; ''Những đứa con sinh từ đường phố''; ''Em mùa xuân''; ''Chiếc nón Việt Nam''; ''Hương lúa, hương quê''; ''Bản hùng ca một thời kiêu hãnh'' (lời thơ Trần Nhật Minh); ''Ngắm mẹ'' (lời thơ Trần Nhật Minh); ''Người đàn bà ngược nắng''; ''Hát lên Việt Nam'' (lời thơ Trần Nhật Minh)...
Các tác phẩm khí nhạc: Tứ tấu dây ''Vũ điệu lửa''; Tổ khúc cho piano ''Nhịp điệu chiêng cồng'' ; Sonatine cho violoncelle và piano ''Khúc suy tưởng''; Trio cho violon, violoncelle và piano ''Bức tranh quê hương''; Giao hưởng thơ ''Huyền thoại Đam San''...
Năm 2022, ông được trao tặng Giải thưởng Nhà nước về Văn học Nghệ thuật với các ca khúc: "Người đàn bà ngược nắng", "Bản hùng ca một thời kiêu hãnh", Tổ khúc cho Piano: "Nhịp điệu chiêng cồng", Sonatine: "Khúc suy tưởng".

## Tác phẩm chính

### Ca khúc
- ''Khát vọng màu xanh'';
- ''Những đứa con sinh từ đường phố'';
- ''Em mùa xuân'';
- ''Chiếc nón Việt Nam'';
- ''Hương lúa, hương quê'';
- ''Bản hùng ca một thời kiêu hãnh'' (lời thơ Trần Nhật Minh);
- ''Ngắm mẹ'' (lời thơ Trần Nhật Minh);
- ''Người đàn bà ngược nắng''; '
- 'Hát lên Việt Nam'' (lời thơ Trần Nhật Minh)

### Khí nhạc
- Tứ tấu dây ''Vũ điệu lửa'';
- Tổ khúc cho piano ''Nhịp điệu chiêng cồng'' ;
- Sonatine cho violoncelle và piano ''Khúc suy tưởng'';
- Trio cho violon, violoncelle và piano ''Bức tranh quê hương'';
- Giao hưởng thơ ''Huyền thoại Đam San''...

## Giải thưởng[1]
- Giải Nhì cuộc thi sáng tác bảo vệ môi trường: Khát vọng màu xanh
- Giải Khuyến khích cuộc thi sáng tác về tuổi trẻ và tình yêu: Những đứa con sinh từ đường phố
- Giải thưởng Hội Nhạc sĩ Việt Nam, 2000: Tứ tấu dây Vũ điệu lửa
- Giải thưởng Hội Nhạc sĩ Việt Nam, 2001: Tổ khúc cho piano Nhịp điệu chiêng cồng
- Giải thưởng Hội Nhạc sĩ Việt Nam, 2002: Sonatine cho violoncelle và piano Khúc suy tưởng
- Giải Khuyến khích Hội Nhạc sĩ Việt Nam năm 2005: Em mùa xuân

## Vinh danh
- Giải thưởng Nhà nước về Văn học Nghệ thuật (2022)